# いざゆけ若鷹軍団
『いざゆけ若鷹軍団』（いざゆけわかたかぐんだん）は、福岡ソフトバンクホークスの公式球団歌。前身球団でもある福岡ダイエーホークス時代から存在する。
作詞は原田種良、補作詞は森由里子、作曲は富山光弘、編曲は山本健司が手掛けた。歌はホーク・ウィングス。

## 概要
ホークスが大阪府から福岡県に本拠地を移転した際、「ダイエーホークスにも”六甲おろし”のような応援歌を」との球団関係者の思いから、1989年に作成された。歌詞は一般公募によるもので、当時、佐賀市在住の元小学校校長であった原田種良（ - 2001年10月4日）が作詞、歌詞の中に、互いの南海・阪急時代から続くライバル関係の球団であったオリックス・ブレーブス（当時）を連想させる「勇者」という言葉があったため、森由里子（補作詞）によりその部分が修正された。
ダイエー時代の球団歌は「ダイヤモンドの鷹」（阿久悠と宇崎竜童が手掛けた）であったため、こちらは当時「公式応援歌」であった。
2004年時点でのCDの累計売上は16万枚以上。
2002年には当時の主力選手（小久保裕紀・松中信彦・城島健司・柴原洋・田之上慶三郎）の歌うバージョンが制作され、CDが販売されたほか、2003年まで球場でもオリジナル版に代わって流された。2003年には開幕戦セレモニーで地元福岡出身で歌手の森口博子がこの曲を歌唱、CDも販売された。2007年にはエイベックス所属の音楽グループの「AAA」が、コーラスとして当時の若手選手（馬原孝浩・新垣渚・本多雄一・川﨑宗則・井手正太郎）も参加し、「FUKUOKA SoftBank HAWKS With AAA」名義の「いざゆけ若鷹軍団2007」としてこの歌を歌っている。また、同曲のミュージックビデオにも、コーラスで参加した5選手も出演している。
ソフトバンクへの球団売却の際に消滅の危機にあったが、この曲に対するファンの支持が高いため（後述）、歌詞の一部分を修正して現在も使われている（『ダイエー』の部分が『ソフトバンク』に変更され、また、前奏部分と2番と3番の間奏部分に雄叫びや「ソフトバンクホークス!!」との掛け声が追加されている）。「ダイヤモンドの鷹」の廃止に伴い、正式に球団歌として制定された。
2013年2月1日よりヤフードームが「福岡 ヤフオク!ドーム（ヤフオクドーム）」に改称されたことにより、従来「ヤフードーム」と歌われていた部分の歌詞が変更となった。2020年には、ヤフオクドームが「福岡 PayPayドーム（PayPayドーム）」に改称されたことにより再び歌詞が変更となった。2024年にはPayPayドームが「みずほPayPayドーム福岡」に改称されたため、再び歌詞が変更となった。
2019年は球団の福岡移転30周年を記念して「WE=KYUSHU」バージョンが制作され、王貞治球団会長、藤井フミヤ、黒木瞳、原口あきまさ、おすぎ、森口博子、琴奨菊、獣神サンダー・ライガー、博多華丸・大吉、中村あゆみ、HKT48（田中美久、渕上舞、松岡菜摘、松岡はな、村川緋杏、森保まどか）、鮎川誠、バカリズム、イーシスが歌い手として登場した。

### 球場での演奏
ホークスの試合日に球場内で流れるタイミングは試合開始前、ホークスの選手が練習に現れるとき、7回（主催試合では7回裏）の攻撃前、試合に勝利した後である。試合開始前には歌詞を覚えてもらう意味合いもありフルコーラスで流れ、7回の攻撃前には1番のみ、試合に勝利した後は2番までとなる。ただし、ホークスが勝利しリーグ優勝を決めたとき、または勝利して日本一を決めたときは3番まで流される。これは、歌詞の意味を考慮してあるためであり特別仕様となる。この形態は、平和台球場時代から現在まで続いている。なお、2011年と2014年のクライマックスシリーズ優勝時には2番までしか流されていない。
2008年5月24日、ヤフードームでの日本生命セ・パ交流戦、ソフトバンク対阪神て、ダイエーホークス時代のユニフォームが復刻された際に7回裏のラッキー7でダイエー時代の「いざゆけ若鷹軍団」が4年ぶりに球場内で流された。その後2014年8月19日、8月20日の「福岡クラシック」でも流された。

## その他
- ホークスの地元である福岡では、テレビやラジオでホークスの話題になると必ずと言っていい程BGMにこの歌が流れ、さらにファンを中心にカラオケでもよく歌われ[10]、会社の宴会では『ソフトバンク』の部分を『自社の社名』に替え歌にする曲のひとつであり[1]、福岡県民にとっては福岡県を代表する歌となっている。
- ダイエーが親会社だった頃は、これまでの公式店内BGMであった「ふれあいさわやかダイエー」の後継として、1989年より店内BGMでの使用が開始され、同年よりダイエーのみならず当時のグループ各社（Dマート、マルエツ、Big-A、ユニード、サンチェーン等の店舗）の店内でも、この曲を繰り返し流していたため、全国的にプロ野球に詳しくない主婦層を含め馴染みが深い曲でもあった。ソフトバンクに身売りした現在は「ホークス応援感謝セール」の時だけ流れるほか、小売店ではソフトバンクホークスとパートナー契約を結んでいるチヨダ系店舗（東京靴流通センターなど）で流れることがある。
- 『ドカベン プロ野球編』の第1巻には、福岡ダイエーホークスに入団した岩鬼正美が帽子をかぶったままでこの歌を歌いながら洗髪するシーンがある。
- 福岡吉本から東京へ進出した博多華丸・大吉が、東京の舞台での出囃子にこの曲のイントロを流している。
- 全国緑士グループが応援の音頭を取る試合の場合、「ダイエー」や「ソフトバンク」の部分を「南海」に言い換えて歌われることが多い。
- TOKYO MXで放送されているホークス戦中継、スポーツライブ+で放送されているHAWKS プロ野球中継、パ・リーグTV、ニコニコ動画プロ野球チャンネルなどでの中継では、ホークスのラッキー7開始前の様子をノーカットで放送する際にもこの曲が字幕付き（歌詞は1番を使用）で流れている。
- 2014年11月16日に実施された福岡市長選挙のキャンペーンソングに、この歌の替え歌「いざゆけ福岡市長選」を福岡市選挙管理委員会が球団の許可を得て制作し、CMや街頭宣伝において使用した[11]。
- ホークスファンである声優の内田真礼も、2018年6月に開催した福岡でのライブでこの曲を歌唱した[12]。